# Pleurisanthes emarginata
Pleurisanthes emarginata är en tvåhjärtbladig växtart som beskrevs av Van Tiegh.. Pleurisanthes emarginata ingår i släktet Pleurisanthes och familjen Icacinaceae. Inga underarter finns listade i Catalogue of Life.